# Aardbeving Messina 1908

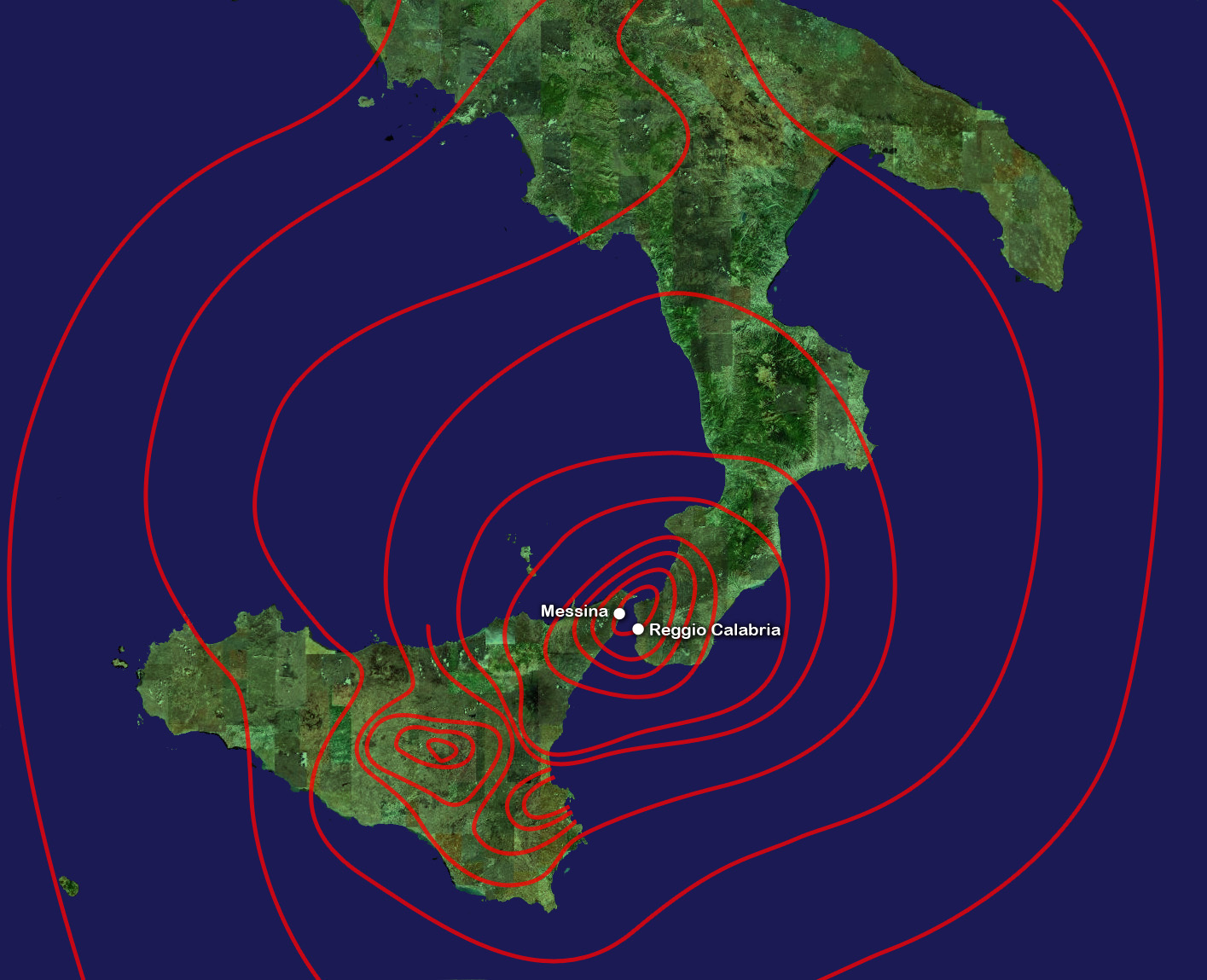
Kaart van het gebied van de aardbeving

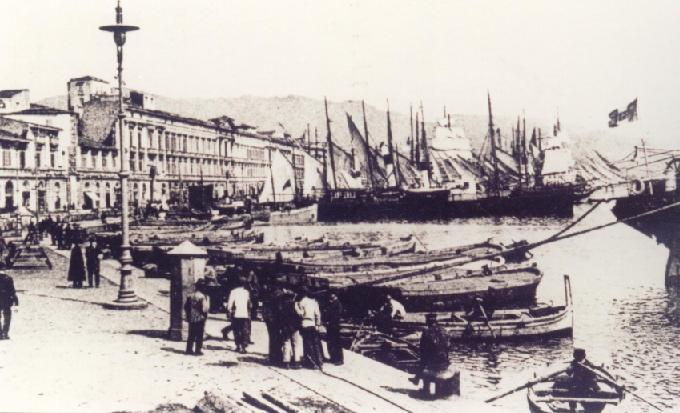
De haven van Messina vóór de aardbeving en tsunami, omstreeks 1900

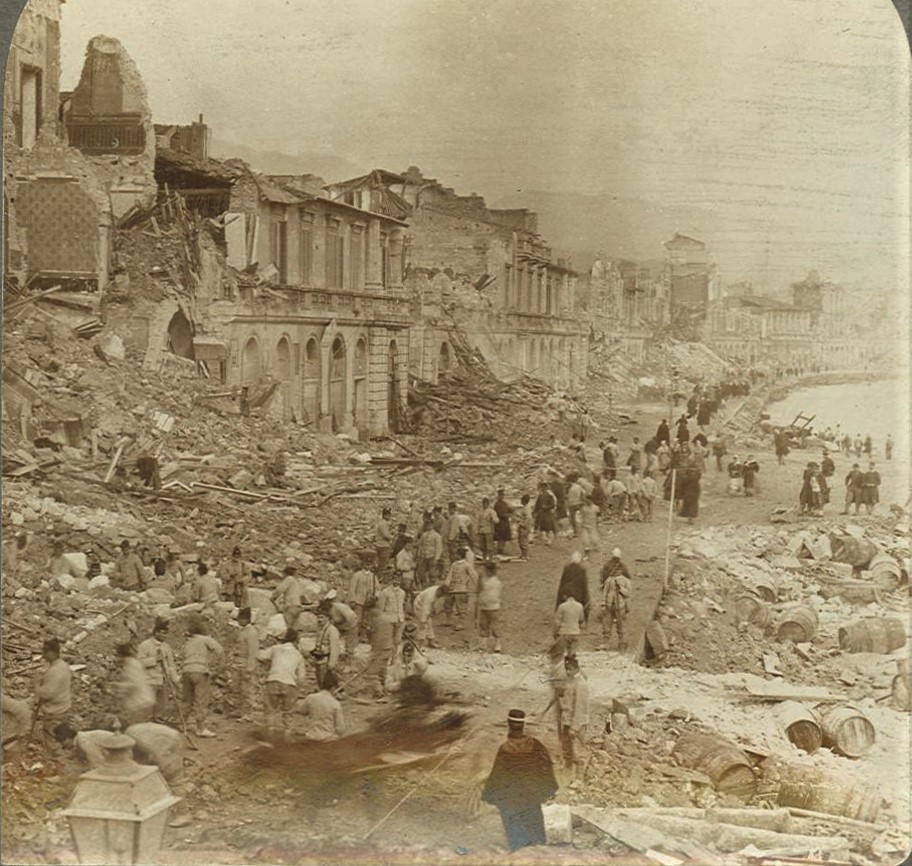
De haven van Messina na de aardbeving

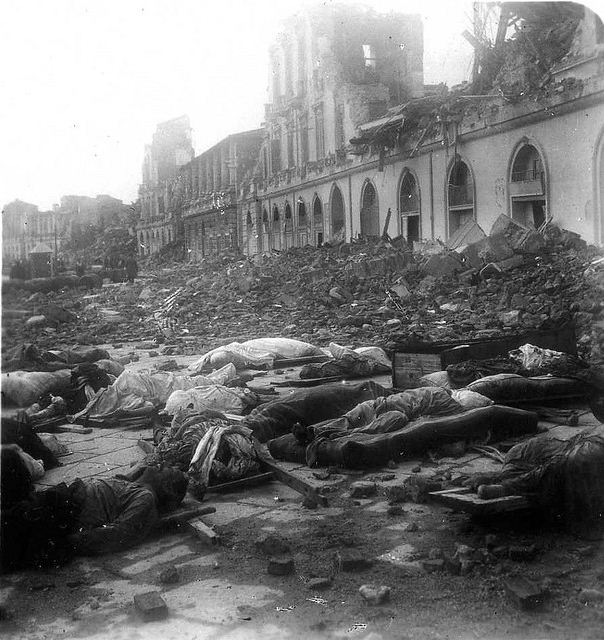
Lichamen van slachtoffers en beschadigde gebouwen aan de Corso Vittorio Emanuele, bij de haven van Messina

De aardbeving van Messina in 1908 was naar slachtoffers gerekend de zwaarste Europese natuurramp in de 20e eeuw. Op 28 december 1908 om 05:21 uur werd de omgeving van de Straat van Messina gedurende 37 seconden opgeschrikt door een aardbeving, waardoor de steden Messina, Reggio Calabria en Palmi vrijwel volledig werden verwoest. De aardbeving had een kracht van 7,1 op de momentmagnitudeschaal en een intensiteit van XI op de Schaal van Mercalli (catastrofaal).
Een op de aardbeving volgende tsunami richtte verdere schade aan en eiste nog meer doden. Schattingen over het dodental lopen uiteen; in Messina en Reggio Calabria verloren tussen de 72.000 en 110.000 mensen het leven.

## Schade
Ruim 91% van de gebouwen in Messina werd verwoest of raakte onherstelbaar beschadigd. Het historische centrum van Reggio Calabria werd eveneens met de grond gelijkgemaakt. De erop volgende tsunami bereikte Malta, waar schade werd aangericht in de havenplaats Msida.

## Maatschappelijke gevolgen
De catastrofe beïnvloedde de lokale economie van de havenstad Messina, onder meer doordat veel dakloze overlevenden hun toevlucht elders zochten. Vooral in Palermo en Catania vestigden zich veel overlevenden, waar zij emplooi vonden als ambachtslieden. Er werd geschat dat slechts 19.000 inwoners in Messina achterbleven, waarvan 2.000 in het oude stadscentrum. Spoedig zwol echter een grote migratiestroom aan vanuit Calabrië en Sicilië, omdat er nood was aan arbeiders voor de herstelwerkzaamheden. Volgens de volkstelling van 1911 was het inwonertal van Messina alweer gestegen tot 127.000. Hieronder bevonden zich veel voormalige inwoners van Messina die teruggekeerd waren naar hun geboortestad.
Tot in de jaren '50 leefden er in de wijk Tirone nog gezinnen in houten barakken die geplaatst waren als tijdelijke huisvesting voor dakloze overlevenden van de aardbeving.
Vanwege de vernietiging van historische bouwwerken door de aardbeving in 1908 en het bombardement van de geallieerden in 1943 tijdens de Tweede Wereldoorlog, wordt Messina ook wel de ´stad zonder geheugen´ genoemd. Het centrum van Messina is rationeel heropgebouwd volgens een schaakbordpatroon, waardoor de stad een modernere uitstraling heeft dan veel andere steden op Sicilië.